# عمر نیاسی
الحاجی بایه عمر نیاسی (فرانسوی: El Hadji Baye Oumar Niasse‎؛ زادهٔ ۱۸ آوریل ۱۹۹۰) بازیکن فوتبال اهل سنگال است.
از باشگاه‌هایی که در آن بازی کرده‌است می‌توان به بران، بلدیه‌اسپور آق‌حصار، لوکوموتیو مسکو، اورتون، هال سیتی، کاردیف سیتی و هادرزفیلد تاون اشاره کرد.
وی همچنین در تیم ملی فوتبال سنگال ۹ بازی انجام است.